# Enigmacanthus filamentosus
Enigmacanthus filamentosus är en fiskart som beskrevs av Lee Milo Hutchins 2002. Enigmacanthus filamentosus ingår i släktet Enigmacanthus och familjen filfiskar. Inga underarter finns listade i Catalogue of Life.